# Pterolophia todui
Pterolophia todui là một loài bọ cánh cứng trong họ Cerambycidae.